# Vadillo
Vadillo település Spanyolországban, Soria tartományban. Vadillo Navaleno, Soria, Cabrejas del Pinar, Talveila, Herrera de Soria és Casarejos községekkel határos. Lakosainak száma 83 fő (2024).

## Népesség
A település népessége az elmúlt években az alábbi módon változott:
| Lakosok száma | 141  | 137  | 128  | 140  | 131  | 125  | 97   | 96   | 81   | 83   |
|               | 2001 | 2004 | 2007 | 2009 | 2012 | 2014 | 2017 | 2019 | 2022 | 2024 |